# Gardes-le-Pontaroux
Gardes-le-Pontaroux – miejscowość i gmina we Francji, w regionie Nowa Akwitania, w departamencie Charente.
Według danych na rok 1990 gminę zamieszkiwały 242 osoby, a gęstość zaludnienia wynosiła 18 osób/km² (wśród 1467 gmin regionu Poitou-Charentes Gardes-le-Pontaroux plasuje się na 762. miejscu pod względem liczby ludności, natomiast pod względem powierzchni na miejscu 655.).